# Cayambe (ville)
Pour l’article homonyme, voir Cayambe.
Cayambe est une ville agricole d'Équateur, dans la province de Pichincha, d'environ 120 000 habitants, située à côté du volcan du même nom. La ville est peuplée principalement de mestizos, mais les villages alentour sont composés de descendants des pré-incas Kayambi, des indigènes qui pratiquent une agriculture de subsistance, l'industrie laitière et la fourniture de bois de charpente. Les Kayambi résistèrent à l'expansion inca, mais furent conquis définitivement par Huayna Capac après une guerre sanglante qui dura 20 ans, peu de temps avant l'arrivée des premiers conquistadors espagnols dans la région, au XVIe siècle. Le langage indigène quichua, ou kichwa, un dialecte dérivé du quechua, y est encore aujourd'hui parlé dans quelques hameaux, alors que les autres Quichuas sont passés à l'espagnol.